# ジョニー・ケニー
ジョニー・ケニー（Johnny Kenny, 2003年6月6日 - ）は、アイルランド・スライゴ県リバーズタウン出身のサッカー選手。シャムロック・ローヴァーズFC所属。ポジションはFW。

## クラブ経歴
2013年に地元のスライゴ・ローヴァーズFCのユースアカデミーに入所。ユースリーグでゴールを量産し、2021年1月に17歳でトップチーム昇格が決まり、プロ契約を締結。3月20日のダンドークFC戦でプロデビューを果たすと、4月17日のフィン・ハープスFC戦では後半6分にプロ初ゴールを決め、1-0で勝利。プロ1年目の2021年シーズンは11ゴールを決め、同年シーズンのプレミアディビジョン6位躍進に貢献した。
2022年1月9日、セルティックFCと5年契約を締結したことが発表された。

## 代表経歴
2021年よりU-19のアイルランド代表でプレー。同代表の11月10日のモンテネグロ戦で、初出場初ゴールを決めた。